# Леденящие душу приключения Сабрины
«Леденящие душу приключения Сабрины» (англ. Chilling Adventures of Sabrina) — американский телесериал в жанре хоррор, фэнтези и драма, созданный Роберто Агирре-Сакаса и основанный на одноимённой серии комиксов от Archie Comics. Производством занимается студия Warner Bros. Television в сотрудничестве с Berlanti Productions и Archie Comics.
Первоначально проект сериала находился в разработке у телекомпании The CW, собиравшейся выпустить его в качестве дополнения к своему другому телешоу на основе комиксов Archie — «Ривердейл». Однако в декабре 2017 года стало известно, что права на сериал перекупил стриминговый сервис Netflix, который заказал первый сезон, состоящий из 20 серий и впоследствии поделённый на 2 части. Съёмки первого сезона проходили в Ванкувере (Британская Колумбия, Канада).
Первые 10 эпизодов были выпущены на платформе Netflix 26 октября 2018 года. Сериал получил положительные отзывы критиков, которые высоко оценили работу исполнительницы главной роли Кирнан Шипки, а также авторский замысел, визуальные эффекты и режиссуру. 14 декабря 2018 года был показан специальный рождественский эпизод. Премьера 2-й части первого сезона состоялась 5 апреля 2019 года.
Сразу после показа рождественского эпизода в декабре 2018 года Netflix заявил о продлении сериала на второй сезон, состоящий из 16 эпизодов, который также будет поделён на 2 части. Премьера 1-й части второго сезона состоялась 24 января 2020 года. В июле 2020 года Netflix объявила о закрытии сериала, а 2-я часть второго сезона вышла 31 декабря 2020 года.

## Сюжет
Сабрина Спеллман — полуведьма (дочь колдуна и обычной смертной женщины). Её родители погибли, когда она была маленькой, и Сабрина живёт с двумя тётями-ведьмами, Хильдой и Зельдой, в маленьком городе Гриндэйл. В Хэллоуин Сабрине исполняется 16 лет, она должна в этот день пройти «тёмное крещение» — дать священное обещание служения Тёмному Повелителю, после чего распрощается с обычной жизнью и отправится в Академию незримых искусств, чтобы стать настоящей ведьмой. Но она отказывается делать это, ибо не хочет расставаться с друзьями и своим парнем. Своим отказом она вызывает гнев Тёмного Повелителя, который почему-то очень заинтересован в ней, и Церкви ночи — ведьминского клана, верховного жреца которого она считала своим отцом. Сабрине удаётся выиграть первый раунд — получить разрешение одновременно посещать Академию, изучая колдовские науки, и продолжать жизнь смертной девушки, ходить в обычную школу и общаться с друзьями. Начинается длительная борьба, в которой девушка пытается отстоять свою свободу и право на человеческую жизнь, а подопечные Тёмного Повелителя — лишить её поддержки смертных друзей и вынудить окончательно встать на путь служения Сатане.

## В ролях

### Основной состав
= Главная роль в сезоне
     = Второстепенная роль в сезоне
     = Гостевая роль в сезоне
     = Не появляется
| Актёр          | Персонаж                             | Появление в сезонах | Появление в сезонах |
| Актёр          | Персонаж                             | 1                   | 2                   |
| -------------- | ------------------------------------ | ------------------- | ------------------- |
| Кирнан Шипка   | Сабрина Спеллман                     | 20                  | 16                  |
| Росс Линч      | Харви Кинкл                          | 20                  | 16                  |
| Люси Дэвис     | Хильда Спеллман                      | 20                  | 16                  |
| Миранда Отто   | Зельда Блэквуд (Спеллман)            | 20                  | 16                  |
| Чанс Пердомо   | Эмброуз Спеллман                     | 20                  | 16                  |
| Мишель Гомес   | Мэри Уордвелл и Лилит / Мадам Сатана | 20                  | 16                  |
| Джез Синклер   | Розалинд «Роз» Уолкер                | 20                  | 16                  |
| Тати Габриэль  | Пруденс Блэквуд (ранее — Найт)       | 20                  | 16                  |
| Лаклан Уотсон  | Тео Патнэм                           | 20                  | 16                  |
| Аделин Рудольф | Агата Найт                           | 20                  | 16                  |
| Гевин Лезервуд | Николас Скрэтч                       | 20                  | 16                  |

- Кирнан Шипка — Сабрина Спеллман[англ.], шестнадцатилетняя посланница Ада, считавшая себя всю жизнь получеловеком-полуведьмой. Является сиротой (родители погибли в авиакатастрофе). Учится в старшей школе Бакстер Хай и, параллельно, в Академии незримых искусств. Встречалась с Харви Кинклом. Девушка Николаса Скрэтча.
- Росс Линч — Харви Кинкл, ученик старшей школы Бакстер Хай. Встречается с Розалинд Уолкер, ранее же состоял в длительных отношениях с Сабриной Спеллман. Занимается рисованием и музыкой. Потомок охотников на ведьм.
- Люси Дэвис — Хильда Спеллман[англ.], тётя Сабрины, младшая из сестёр Спеллман. Добрая и мудрая женщина с чувством юмора. Умеет варить зелья и часто помогает этим Сабрине и её друзьям. Встречается, затем обручается со своим работодателем доктором Цербером.
- Миранда Отто — Зельда Блэквуд (Спеллман)[англ.], тётя Сабрины, старшая из сестёр Спеллман. Властная и сильная женщина, одновременно унижает и любит Хильду. Очень защищает Сабрину и испытывает к ней материнские чувства. Ранее была предана Тёмному Повелителю. Является женой бывшего отца Церкви Ночи Фауста Блэквуда. После свержения Тёмного Лорда и побега Фауста становится директрисой Академии и лидером ковена, а также пытается заложить основу новой Церкви Лилит, однако позже вместе с ковеном обращается к новой покровительнице — Гекате.
- Чанс Пердомо — Эмброуз Спеллман, чернокнижник, кузен Сабрины из Англии. Пытался взорвать Ватикан, но его единственного из всей группировки поймали. За это он пожизненно находится под домашним арестом. Являлся помощником Отца Блэквуда, пока тот не использовал Эмброуза в качестве орудия убийства Антипапы.
- Мишель Гомес — Мэри Уордвелл и Лилит / Мадам Сатана, любимый учитель Сабрины из старшей школы Бакстер Хай. Её захватила Лилит, мать демонов и прислужница дьявола.
- Джез Синклер[англ.] — Розалинд «Роз» Уолкер, подруга Сабрины и ученица старшей школы Бакстер Хай, дочь священника. Страдает глазным заболеванием из-за давнего проклятья, наложенного ведьмами на женщин из рода Уолкеров. Ясновидящая. Через такое видение догадалась, что Сабрина — ведьма. Встречается с Харви Кинклом.
- Тати Габриэль — Пруденс Блэквуд (ранее — Найт), студентка Академии незримых наук и лидер в первоначальном составе трио «Вещих сестёр». Незаконнорождённая дочь отца Блэквуда. Ненавидит Сабрину за то, что та является полукровкой, но иногда сотрудничает с ней. Недолгое время состояла в романтических отношениях с Эмброузом.
- Аделин Рудольф — Агата Найт, студентка Академии незримых наук, участница первого состава Вещих сестёр.
- Ричард Койл — отец Фауст Блэквуд, верховный жрец Церкви Ночи (впоследствии Церкви Иуды) и бывший директор Академии незримых наук, позже призывает древние силы. Ненавидит всех Спеллманов и искренне желает им смерти. Пытается реформировать церковь на женоненавистнический лад. Отец Пруденс Блэквуд (Найт).
- Лаклан Уотсон — Тео Патнэм (части 3—4; периодически части 1—2), друг Сабрины и ученик старшей школы Бакстер Хай, потомок знаменитой пиратки и освободительницы женщин Доротеи Патнэм. Является трансгендерным человеком, при рождении его звали Сьюзи Патнэм.
- Гевин Лезервуд — Николас Скрэтч (части 3—4; периодически части 1—2), колдун и студент Академии незримых наук, который встречается с Сабриной. В битве с Тёмным Повелителем стал его «тюрьмой» и был отправлен в Ад, позже освобождён Сабриной.

### Второстепенный состав
- Эбигейл Коуэн — Доркас, студентка Академии незримых наук, одна из Вещих сестёр. Умерла от рук Агаты.
- Даррен Манн — Люк Чалфант (части 1—2), колдун, любовник Эмброуза. Умер от рук Ордена Безгрешных.
- Эдриан Хау — Джо Патнэм, старомодный отец Тео.
- Тай Вуд — Билли Марлин, лидер спортсменов, которые часто запугивают Тео.
- Бронсон Пинчот — Джордж Хоторн (части 1, 3), бывший директор школы Бакстер Хай, который не ладил с Сабриной.
- Алессандро Юлиани — доктор Цербер, владелец местного книжного магазина, где работает Хильда. Также, является её мужем.
- Крис Розамонд — мистер Кинкл, отец Харви и Томми. Бросил пить благодаря эгг-ногу, сделанному Сабриной, как рождественский подарок.
- Аннет Рейли — Диана Спеллман, смертная мать Сабрины, погибшая в авиакатастрофе со своим мужем Эдвардом.
- Питер Бундик — Карл Таппер, один из спортсменов, которые часто запугивают Тео.
- Джастин Добис — Томми Кинкл, старший и заботливый брат Харви, работающий в шахтах Гриндейла, чтобы Харви мог учиться в школе.
- Альвина Огаст — леди Констанс Блэквуд, бывшая жена отца Фауста Блэквуда. Умерла при родах, родив отцу Блэквуду близнецов — Летицию (Юдифь) и Иуду.
- Джорджи Дабурас — Эдвард Спеллман, отец Сабрины, был верховным жрецом Церкви ночи до того, как погиб в авиакатастрофе со своей женой Дианой.
- Салем[англ.] — кот и фамильяр Сабрины. Является ключевым героем 7 серии 4 сезона.
- Джедидайя Гудакр — Дориан Грей (части 2—4), колдун и владелец эксклюзивного ночного клуба.
- Сэм Корлетт — Калибан (части 3—4), принц ада, рождённый из глины. Претендует на Трон Ада. Муж Сабрины Утренней звезды.
- Тайлер Коттон — Мелвин (части 2—4), колдун и студент Академии незримых наук. Он был воскрешён Сабриной и был в отношениях с Доркас. Позже проявлял симпатию к Сабрине.
- Алексис Денисоф — Адам Мастерс (части 2—3), очаровательный возлюбленный Мэри Уордуэлл, который возвращается в Гриндейл после работы за границей.
- Эмили Хейн — Элспет (части 2—3): ведьма и студентка Академии незримых наук. Была воскрешена Сабриной и восхищалась ею, но позже отвернулась от неё, поняв, что действия Сабрины подвергают ковен опасности.
- Люк Кук — Люцифер Морнингстар (часть 3; гость часть 2): Тёмный Лорд в человеческой форме, биологический отец Сабрины и бывший любовник Мадам Сатаны.
- Скай Маршалл — Мамбо Мари Лефлер (части 3—4): гаитянская ведьма вуду, которая помогает Пруденс и Эмброузу в поисках Блэквуда. Позже она приезжает в Гриндейл, чтобы помочь шабашу победить язычников. Завязывает романтические отношения с Зельдой.
- Джонатан Уайтселл — Робин Гудфеллоу (части 3—4): новый ученик Бакстер Хай, друг, а затем и парень Тео.
- Уилл Свенсон — профессор Каркоса / Пан (часть 3), лидер труппы язычников, которая проводит карнавал и тайно пытается воскресить Древних Богов.
- Ванесса Рубио — Нагайна (часть 3): горгона и член труппы Каркосы.
- Люси Гест — Цирцея (часть 3), ведьма трансформации и член труппы Каркосы.

### Приглашённые актёры
- Курт Макс Рунте — мистер Кемпер, приёмный отец колдуна, который был загадочным образом убит.
- Джон Рубинштейн — Дэниэл Уэбстер, адвокат, защищавший Сабрину на суде ведьм.
- Джейсон Бодуан — Джесси Патнэм, дядя Тео, одержимый демоном.
- Меган Лейтч — Батибат, демон сна, случайно освобождённый Сабриной после решения головоломки Ахерона.
- Мозес Тиссен — Бенджамин Баттон, разносчик пиццы из Ривердейла. Персонаж был представлен в «Ривердейле».
- Лаверн Скотт Колдуэлл — Рут Уокер, бабушка Роз, ослепшая из-за проклятия ведьм, наложенного на женщин из семьи Уокеров.
- Майкл Хоган — дедушка Харви и Томми Кинклов.
- Лиам Хьюз — Квентин, ребёнок-призрак, связанный с Академией незримых наук, который помогает Сабрине.
- Брайан Маркинсон — Бартель, рождественский демон типа Крампуса.
- Хезер Дорксен — Грайла, ведьма, мать детей Йоля.
- Анастасия Банди — Доротея Патнэм, предок Тео, которая несколько веков назад привела шабаш ведьм в Гриндейл.
- Спенсер Трит Кларк — Джератмиэль, таинственный охотник на ведьм, который намеревается убить всех ведьм в Гриндейле.
- Уильям Б. Дэвис — Метузелах, коррумпированный член Совета ведьм.
- Жасмин Вега — Лиззи (часть 3): ученица школы Бакстер Хай и капитан команды поддержки.
- Дариус Уиллис и Уитни Пик — Иуда и Юдифь Блэквуд (часть 3), дети Фауста и Констанции, сводные брат и сестра Пруденс.
- Кэролайн Рей и Бет Бродерик — Хильда и Зельда из ситкома 1996 года.

## Список эпизодов
Список эпизодов американского сериала «Леденящие душу приключения Сабрины».

## Обзор сезонов
| Часть | Сезон | Серии | Серии | Даты показа     | Даты показа     |
| ----- | ----- | ----- | ----- | --------------- | --------------- |
| 1     | 1     | 11    | 10    | 26 октября 2018 | 26 октября 2018 |
| 1     | 1     | 11    | 1     | 14 декабря 2018 | 14 декабря 2018 |
| 2     | 1     | 9     | 9     | 5 апреля 2019   | 5 апреля 2019   |
| 3     | 2     | 8     | 8     | 24 января 2020  | 24 января 2020  |
| 4     | 2     | 8     | 8     | 31 декабря 2020 | 31 декабря 2020 |

## Список эпизодов

### Сезон 1 (2018—2019)
| № в сериале | № в сезоне | Название                                                                                             | Режиссёр                 | Автор сценария                         | Дата премьеры   |
| Часть 1 |            | |                          |                                        |                 |
| --- | ---------- | --- | ------------------------ | -------------------------------------- | --------------- |
| 1 | 1          | «Глава первая: Октябрьская страна» «Chapter One: October Country»                                    | Ли Толанд Кригер         | Роберто Агирре-Сакаса                  | 26 октября 2018 |
| Сабрина Спеллман готовится отпраздновать свой 16-й день рождения, который приходится на Хэллоуин, 31 октября. Она проводит свободное время со своим бойфрендом Харви и лучшими подругами Роуз и Сьюзи. Сабрина, которая является наполовину смертной, наполовину ведьмой, в 16 лет должна пройти тёмное крещение, тем самым доказав свою преданность Тёмному Повелителю (Сатане). Сабрина колеблется перед прохождением этого ритуала, так как она должна выбирать между друзьями и семьёй, и проводит время в поисках ответов на мучающие её вопросы. Между тем мадам Сатана убивает учителя Сабрины мисс Уордвэлл и присваивает её личность. Уордвэлл превращается в опасного и хитрого манипулятора, которая склоняет Сабрину на сторону Тёмного Повелителя. Сабрина также сталкивается с тремя ведьмами, известными как «Жуткие сёстры», которые относятся к ней с презрением и называют «полукровкой». |            | |                          |                                        |                 |
| 2 | 2          | «Глава вторая: Тёмные крестины» «Chapter Two: The Dark Baptism»                                      | Ли Толанд Кригер         | Роберто Агирре-Сакаса                  | 26 октября 2018 |
| В гости к Сабрине и её тетям Хильде и Зельде приходит отец Блэквуд, верховный жрец Церкви ночи и декан Академии незримых наук. Блэквуд пытается успокоить Сабрину и ответить на вопросы о предстоящем крещении. Тем временем Эмброуз, который подготавливает к похоронам тело зарезанного юноши, обнаруживает, что убитый был колдуном, и, возможно, погиб от рук охотника за ведьмами. Четверо футболистов издеваются над подругой Сабрины Сьюзи, после чего Сабрина решает прийти ей на выручку и вместе с «Жуткими сёстрами» преподает мальчикам урок. Наступает день рождения Сабрины, и она проводит его со своими друзьями на вечеринке в честь Хэллоуина. Когда приближается полночь, Сабрина направляется в лес для прохождения обряда тёмного крещения. Ритуал не соответствует тому, что рассказывал Блэквуд, и в последний момент Сабрина отвергает Тёмного Повелителя и убегает домой. Её догоняет отец Блэквуд и прочие члены шабаша, но она отказывается поставить свою подпись в книге зверя. |            | |                          |                                        |                 |
| 3 | 3          | «Глава третья: Суд над Сабриной Спеллман» «Chapter Three: The Trial Of Sabrina Spellman»             | Роб Шейдэнгланц          | Росс Максвэлл                          | 26 октября 2018 |
| Сабрина разбирается с последствиями своего решения отказаться от тёмного крещения. Шабаш и Блэквуд вызывают её на собрание и обвиняют в нарушении обещания. Из-за необдуманного поступка девушки страдают также Зельда и Хильда, которые начинают быстро стареть и терять свою магическую силу. Сабрина нанимает смертного адвоката, который специализируется в ведьмином праве, и намерена выиграть судебный процесс. Мадам Сатана делает всё возможное, чтобы манипулировать Сабриной. Во время продолжения судебного процесса Блэквуд утверждает, что Сабрина обязана расписаться в книге зверя, поскольку такое обещание дал её отец через несколько дней после рождения дочери. Однако Хильда предоставляет доказательства того, что Сабрина ещё до того прошла крещение в христианской церкви, что шокирует Блэквуда и совет. В итоге они предлагают Сабрине сделку — оставаться в мире смертных, но в обязательном порядке посещать «Академию незримых искусств». Хильду за её свидетельские показания отлучают от «Церкви ночи». Эмброуз пытается разузнать больше о юноше, которого, возможно, убил охотник за ведьмами. |            | |                          |                                        |                 |
| 4 | 4          | «Глава четвёртая: Академия ведьм» «Chapter Four: Witch Academy»                                      | Роб Шейдэнгланц          | Донна Торланд                          | 26 октября 2018 |
| Сабрина поступает в «Академию незримых искусств», планируя с её помощью найти способ остановить Тёмного Повелителя. Она сталкивается с враждебным отношением со стороны некоторых студенток и преподавателей, но заводит дружбу с Ником Скрэтчем. Блэквуд вручает Сабрине таинственный предмет, известный как «Головоломка Ахерона», и сообщает, что она сможет начать изучать колдовство только после решения этой загадки. «Жуткие сёстры» устраивают в лесу для Сабрины ритуал посвящения, известный как «терзания и муки», после чего она знакомится с призраками студентов, которых замучили до смерти во время этих испытаний. Сабрина привлекает призраков на свою сторону, чтобы противостоять «Жутким сёстрам» и положить конец пыткам и издевательствам в Академии. Хильда помогает Эмброузу совершить выход в астрал и пойти в кафе на свидание с Люком. В это время в похоронное бюро Спеллманов под видом клиентки приезжает мадам Сатана и обыскивает дом в поисках предметов, которые помогут ей шпионить за Сабриной. В свою очередь Харви и две подруги Сабрины сталкиваются с Джесси — дядей Сюзи, сошедшим с ума после встречи с монстром в угольной шахте. Сабрина узнаёт, что «Головоломку Ахерона» создал её отец. С помощью его дневников, переданных ей Ником, Сабрина решает загадку и выпускает на свободу демона. |            | |                          |                                        |                 |
| 5 | 5          | «Глава пятая: Сны в доме ведьм» «Chapter Five: Dreams In A Witch House»                              | Вьет Нгуйен              | Майк Коста                             | 26 октября 2018 |
| Демон сна, известный как Батибат, погружает Сабрину, Эмброуза, Зельду и Хильду в глубокий сон и мучает их ночными кошмарами, надеясь узнать заклинание, которое позволит покинуть дом. С демоном связывается мадам Сатана и требует не трогать Сабрину, однако Батибат твёрдо намерена отомстить Спеллманам за то, что отец Сабрины — Эдвард на 70 лет запер её в головоломке. Мадам Сатана проникает в сон Сабрины, советует ей немедленно бежать из дома и с помощью куклы вуду будит девушку. Сабрина пытается изгнать демона, но терпит неудачу. Пока кот Салем отвлекает внимание Батибат, Сабрина после чего вновь погружается в сон и просит совета у Хильды и Эмброуза. Хильда сообщает Сабрине, что Батибат надо поймать в ловушку. С помощью пауков, фамильяров Хильды, Сабрина с ног до головы окутывает Батибат паутиной. Хильда, Зельда и Эмброуз пробуждаются от сна. После того, как Батибат помещена в сосуд, Сабрина приходит домой к мадам Сатане и просит сказать правду, кто она такая. |            | |                          |                                        |                 |
| 6 | 6          | «Глава шестая: Экзорцизм в Гриндейле» «Chapter Six: An Exorcism In Greendale»                        | Рэйчел Талалэй           | Джошуа Конкель и Эм-Джэй Кауфман       | 26 октября 2018 |
| Мадам Сатана признаётся Сабрине, что является ведьмой и шпионила за ней с помощью зеркал. Она утверждает, что была ученицей и секретаршей её отца Эдварда, когда тот был верховным жрецом Церкви ночи, и что именно он попросил её присматривать за Сабриной. Сьюзи, Роуз и Харви лицом к лицу сталкиваются в своих домах с Джесси, дядей Сьюзи, который говорит им ужасающие вещи. Сабрина с помощью астральной проекции перемещается в спальню Джесси и обнаруживает, что он одержим демоном. Сабрина вместе с Харви спускаются в шахту, чтобы найти монстра, который свёл с ума Джесси, и обнаруживает расколотый камень-ловушку. Она выясняет, что в Джесси вселился демон Апофис, или пожирающий червь. С помощью мадам Сатаны и своих тёток Сабрина успешно проводит обряд экзорцизма, изгнав Апофиса из Джесси. Однако утром она узнаёт, что Джесси умер от сердечного приступа. На самом деле его с помощью куклы вуду убивает мадам Сатана, которая перед этим благодарит Джесси за его роль, сыгранную в плане Тёмного Повелителя. |            | |                          |                                        |                 |
| 7 | 7          | «Глава седьмая: Пир пиров» «Chapter Seven: Feast Of Feasts»                                          | Вьет Нгуйен              | Оань Ли                                | 26 октября 2018 |
| Спеллманы удостаиваются чести участвовать в ежегодном «Пире пиров». Зельда собирается представлять свою семью в лотерее, победительница которой получит титул королевы и станет главным блюдом пира. Во время розыгрыша Сабрина вызывается тянуть жребий вместо Зельды. Королевой пира становится Прудэнс, а Сабрина — её служанкой. Сабрина пытается убедить Прудэнс отказаться от своего выбора, но та с нетерпением ждёт своего перевоплощения, после которого станет частью Повелителя Тьмы. В школе Бакстер Хай Сабрина знакомит Пруденс со своими друзьями, и та догадывается, что Харви — из семьи охотников за ведьмами. В качестве меры предосторожности Сабрина накладывает на Харви защитное заклинание. С помощью пирога правды Сабрина выясняет, что леди Блэквуд причастна к выбору Пруденс в качестве королевы пира, поскольку она является незаконнорождённой дочерью отца Блэквуда. На собрании ковена отец Блэквуд объявляет о том, что по непредвиденным обстоятельствам Прудэнс не сможет выполнить долг, став королевой пира. Однако одна из ведьм Милдрэд неожиданно приносит себя в жертву, перерезав горло, после чего начинается «Пир пиров». Агата и Доркас совершают ритуал с куклами вуду, чтобы устроить завал в шахте, где находятся Харви и его старший брат Томми. |            | |                          |                                        |                 |
| 8 | 8          | «Глава восьмая: Погребение» «Chapter Eight: The Burial»                                              | Мэгги Кили               | Линдси Калхун и Кристианн Хедтке       | 26 октября 2018 |
| После обрушения шахты, Харви остаётся в живых благодаря защитному заклинанию Сабрины, однако его брат Томми погибает под завалами вместе с четырьмя другими шахтёрами. Во время похорон Томми Харви начинает ссориться с отцом и задевает гроб, который падает на пол. Роуз поднимает выпавшую из него каску Томми, переносится в шахту и видит «Жутких сестёр» Доркас и Агату, разбивающих камнями кукол Томми и Харви. Роз сообщает Сабрине о своем видении. Сабрина рассказывает о произошедшем Пруденс, и они вместе с Ником и Доркас собираются вернуть к жизни Томми, принеся в жертву Агату, которая была инициатором убийства Кинклов. В полночь ведьмы проводят обряд воскрешения, во время которого Сабрина перерезает горло Агате, и хоронят её в Каиновой яме на семейном кладбище Спеллманов. Тем временем отец Блэквуд разговаривает с Эмброузом по поводу домашнего ареста и обещать выпустить колдуна на свободу, если он выдаст имена сообщников, собиравшихся вместе с ним взорвать Ватикан, однако Эмброуз отказывается сотрудничать. Харви и его отец ужинают, когда Томми возвращается домой. |            | |                          |                                        |                 |
| 9 | 9          | «Глава девятая: Возвращённый человек» «Chapter Nine: The Returned Man»                               | Крэйг Уилльям Макнэйл    | Аксель Кэролин и Кристина Хэм          | 26 октября 2018 |
| Отец Блэквуд позволяет Эмброузу посещать «Академию незримых искусств» и дарит ему фамилиара, мышь по имени Левиафан. Агата заболевает, её начинает тошнить могильной землей из Каиновой ямы. «Жуткие сёстры» призывают на помощь Хильду, которая прописывает Агате лечение, но в разговоре с Эмброузом Хильда признаёт, что Агату вовсе не следовало воскрешать. У Роуз новое видение — собаки разрывают тело Томми на части. Сабрина просит Роуз установить контакт с Томми и обнаруживает, что душа Томми застряла в Лимбе. Харви беспокоится за своего брата, который совсем не похож на того человека, каким был до обрушения шахты. После того, как тётушки отказываются помочь Сабрине со спасением Томми, она обращается к мадам Сатане и с её помощью через портал в лесу попадает в лимб смертных. Она встречает душу своей матери Дианы, а затем пытается вывести из лимба Томми, однако юношу забирает Пожиратель душ. Тем временем, Сьюзи тайком общается со своим предком, тётей Дороти, от которой узнает, что Спеллманы являются ведьмами. Сабрина признаётся Харви, что она ведьма и провела обряд воскрешения Томми, однако вернула только его тело, а не душу. Сабрина хочет убить Томми, но Харви разрывает отношения с Сабриной и решает сам застрелить брата. |            | |                          |                                        |                 |
| 10 | 10         | «Глава десятая: Час ведьм» «Chapter Ten: The Witching Hour»                                          | Роб Шейдэнгланц          | Роберто Агирре-Сакаса и Росс Максвэлл  | 26 октября 2018 |
| Роуз и Сьюзи вынуждают Сабрину признаться в том, что она является ведьмой. Сабрина также рассказывает, что именно она воскресила Томми, и что после всего случившегося Харви бросил её. Мадам Сатана приносит в жертву ученика у Дерева висельников, чтобы возродить "Тринадцать из Гриндэйла" — ведьм, преданных шабашем и убитых смертными столетия назад. Тринадцать призывают "Красного Ангела Смерти" и отправляют Эмброуза передать предупреждение о скором явлении всадника мести своим хозяевам из «Церкви ночи». Отец Блэквуд намеревается собрать всех ведьм в стенах академии, защищенной с помощью непроницаемой магии. Спеллманы решают спасти смертных и устраивают торнадо, чтобы все жители города укрылись в убежище, расположенном в подвале «Бакстер Хай». Спеллманы защищают школу с помощью магических заклинаний, однако Блэквуд и Люк телепортируют Зельду и Эмброуза в академию. Сабрина и Хильда остаются вдвоём. Появляется мадам Сатана и отводит Сабрину в лес, где убеждает её подписать "Книгу Зверя", чтобы обрести силу и победить "Тринадцать". Сабрина вызывает адский огонь из преисподней и сжигает Дерево висельников и "Тринадцать", после чего исчезает и "Красный Ангел Смерти". В это время, леди Блэквуд умирает во время родов. Зельда лжёт отцу Блэквуду, утверждая, что доминирующий близнец в утробе поглотил второго сына, хотя на самом деле первенец был девочкой, которую Зельда забрала к себе домой. Мадам Сатана раскрывает директору «Бакстер Хай» Хоторну свой план обрести новый титул — "Королева Ада", после чего убивает его и своего фамильяра-ворона. |            | |                          |                                        |                 |
| 11 | 11         | «Глава одиннадцатая: Зимняя сказка» «Chapter Eleven: A Midwinter's Tale»                             | Джэфф Вулноу             | Роберто Агирре-Сакаса и Донна Торланд  | 14 декабря 2018 |
| На неделе, предшествующей Рождеству, Спеллманы готовятся к празднованию зимнего солнцестояния и зажигают йольское полено, чтобы злые духи не могли проникнуть в их дом. Зельда продолжает заботиться о Летише, дочери покойной леди Блэквуд. Сабрина дистанцируется от Харви и своих подруг и собирается провести спиритический сеанс со своей матерью. Она одалживает у Мадам Сатаны Книгу мёртвых и вместе с Жуткими сёстрами вызывает свою мать Дайану, застрявшую в лимбе, но Мадам Сатана срывает проведение сеанса. Сюзи, работающую эльфом в торговом центре, похищает мистер Бартелл, играющий роль Санта Клауса. Спеллманы обнаруживают, что группа призраков, известных как дети Йоля, пробрались в их дом, когда погасло полено. Они вынуждены призвать мать детей, Грайлу, чтобы она забрала их с собой. Грайла слышит плач Летиши в подвале и требует, чтобы Спеллманы отдали младенца ей. Сабрина и дух её матери отдают ей под видом Летиши заколдованного плюшевого мишку Эмброуза. Роз сообщает о похищении Сюзи, и Спеллманы зовут Грайлу обратно, чтобы сразиться с Бартеллом, который оказался демоном, и спасти Сюзи. Зельда решает отнести Летишу к Дизмельде, ведьме-изгою, живущей в лесу, полагая, что в доме Спеллманов ей оставаться опасно. Спеллманы празднуют сочельник, а Эмброуз читает у камина «Рождественскую песнь». |            | |                          |                                        |                 |
| Часть 2 |            | |                          |                                        |                 |
| 12 | 12         | «Глава двенадцатая: Богоявление» «Chapter Twelve: The Epiphany»                                      | Кэвин Салливан           | Роберто Агирре-Сакаса                  | 5 апреля 2019   |
| Решив полностью посвятить себя «Академии незримых искусств», Сабрина уходит из «Бакстер Хай». Несмотря на женоненавистническую оппозицию отца Блэквуда, Сабрина и Ник борются за звание лучшего старосты, проходя три тяжёлых испытания. Сабрина подвергается нападению трёх чумных царей - Асмодея, Пурсона и Вельзевула. Тем временем, Мисс Уордвэлл становится директором «Бакстер Хай». Сьюзи пробует себя в мужской баскетбольной команде «Бакстеры», сталкиваясь с ожесточённой оппозицией из-за её гендерной дисфории. По настоянию Хильды, Сабрина навещает своих смертных друзей и использует магию, чтобы помочь Сьюзи выиграть пробный матч. Сьюзи показывает Харви и Роуз, что она хотела бы сменить имя на Тео, вместо своего настоящего имени при рождении. Во время испытания, Сабрина и Ник используют заклинание призыва, чтобы показать демонов, нападающих на Сабрину. Огорчившись, отец Блэквуд назначает Эмброуза старостой. Зельда спрашивает отца Блэквуда, сделает ли он их отношения официальными, и когда он говорит: "Нет!", Зельда угрожает ему разрывом их отношений, пока он не сделает ей предложение. У Роуз появляются чувства к Харви. Лилит вызывает Тёмного Повелителя, требуя назвать роль Сабрины в его планах. |            | |                          |                                        |                 |
| 13 | 13         | «Глава тринадцатая: Страсти Сабрины Спеллман» «Chapter Thirteen: The Passion Of Sabrina Spellman»    | Майкл Гой                | Эм-Джэй Кауфман и Кристина Хэм         | 5 апреля 2019   |
| Узнав, что Тёмный Повелитель намерен сделать Сабрину своим "Вестником", Лилит заключает с ним пари, чтобы определить истинную природу души Сабрины. Тёмный Лорд неохотно приказывает Сабрине украсть пачку жевательной резинки. Сабрина пытается противостоять воле Тёмного Повелителя, готовясь к своей роли в предстоящей пьесе «Страсть Люцифера Морнингстара» в академии, и позже, посещая занятия в «Бакстер Хай». Отец Блэквуд назначает тётю Зельду директором и тренером по ораторскому искусству для пьесы, разозлив тем самым сестру Ширли. Вернувшись в «Бакстер Хай», над Тео начинают издеваться спортсмены из-за его гендерной дисфории, особенно Билли Марлин. Сабрина даёт Тео заговорённую верёвку, из-за которой Билли ломает ногу, якобы в результате несчастного случая. Тёмный Повелитель наказывает Сабрину за неповиновение, помечая её спину ведьмовским знаком, а её подругу Роуз и фамилиара Салема проклинает. Чтобы Тёмный Повелитель не причинил вреда ещё и Харви, Сабрина соглашается выполнить его приказ, который заключается в поджоге «Бакстер Хай». Прежде, чем она успевает это сделать, Тёмный Повелитель останавливает её, восхваляя преданность Сабрины. После того, как Доркас заболевает ветрянкой, Сабрина получает главную роль как Лилит в постановке для Академии. Позже, Тёмный Повелитель напоминает Лилит, что он всегда побеждает и в качестве утешительного приза воскрешает её фамилиара Столаса. |            | |                          |                                        |                 |
| 14 | 14         | «Глава четырнадцатая: Луперкалии» «Chapter Fourteen: Lupercalia»                                     | Салли Ричардсон-Уайтфилд | Оань Ли                                | 5 апреля 2019   |
| Сабрина и Ник Скрэтч принимают участие в ежегодном празднике Луперкалии (версия праздника День Святого Валентина, только для ведьм). Тем временем, Харви приглашает Роуз на свидание в «Бакстер Хай», на ежегодные танцы в честь Дня всех влюблённых. Отец Тео неохотно принимает новую трансгендерную мужскую идентичность своего ребёнка. Планы Лилит причинить вред друзьям Сабрины сорваны, когда жених Мэри Уордвелл Адам Мастерс возвращается домой. Отец Блэквуд делает предложение тёте Зельде и она соглашается. Хильда узнает, что её работодатель и возлюбленный доктор Цербер является Инкубом. На танцах, в честь Дня всех влюбленных, Билли со сломанной ногой подходит к Тео и просит прощение за издевательства с его стороны, и Тео принимает его извинения. Подающие надежды отношения Сабрины и Ника осложняются, при появлении знакомого оборотня Ника по имени Амалия, которая ревнует его к Сабрине. Сабрина пытается успокоить Амалию, говоря ей, что она не угроза, но вынуждена убить оборотня, когда та нападает на Ника. Роуз полностью лишается зрения, в результате её слишком высокой близорукости. |            | |                          |                                        |                 |
| 15 | 15         | «Глава пятнадцатая: Дом ужасов доктора Цербера» «Chapter Fifteen: Doctor Cerberus's House Of Horror» | Алекс Гарсия Лопес       | Росс Максвэлл                          | 5 апреля 2019   |
| Выдавая себя за гадалку Миссис Макгарви, Лилит посещает книжный магазин доктора Цербера, где работает тётя Хильда. Она использует карты Таро, чтобы предсказать будущее нескольким героям, включая Сабрину Спеллман, Тео Патмэна, Роуз Уокер, Зельду, Харви Кинкла и Эмброуза Спеллмана; стремясь манипулировать ими. Сабрине в её видении напророчено доверять Нику Скрэтчу, но держать его подальше от «Жутких сестёр». Тео в своём видении, при неудачном использовании заклинании превращается в дерево. Роуз в своём видении возвращает зрение, но за счёт глаз другой девушки, что приводит её к отклонению предложения преподобного отца, чтобы его Конгрегация финансировала лечение. Зельда в своём видении предупреждена держать местонахождение Лютиции в секрете от отца Блэквуда. Харви решает продолжить свою карьеру художника в Гриндэйле. Эмброуз узнает, что у отца Блэквуда плохие намерения по отношению к его родственницам. После предсказаний, Сабрина и Ник начинают официально встречаться, в то время как Эмброуз узнает, что его возлюбленный Люк погиб. Отец Блэквуд приглашает Эмброуза занять место погибшего Люка в обществе Иуды. |            | |                          |                                        |                 |
| 16 | 16         | «Глава шестнадцатая: Блэквуд» «Chapter Sixteen: Blackwood»                                           | Алекс Пиллай             | Мэтью Барри                            | 5 апреля 2019   |
| Зельда и отец Блэквуд готовятся к свадьбе, несмотря на противостояние Сабрины и Прудэнс. Зельда убеждает Блэквуда снять отлучение от «Церкви Ночи» с Хильды. Эксплуатируя враждебность Сабрины к Блэквуду, Лилит принимает облик призрака отца Сабрины — Эдварда, который утверждает, что это Блэквуд убил её родителей, чтобы помешать ему продвигать свой реформистский манифест. Тем временем, отец Блэквуд планирует представить свой собственный женоненавистнический манифест приезжему Антипапе, подтверждая подозрения Эмброуза о нём. После посредничества мира между Леди Блэквуд и Зельдой, Хильда устраняет ревнивую сестру Джэксон. С помощью Ника, Сабрина находит манифест своего отца и передаёт его Антипапе. Однако, отец Блэквуд обвиняет Эмброуза в убийстве Антипапы, заставляя его скрываться. Нуждаясь в поддержке своей семьи, отец Блэквуд узаконивает свою дочь — Прудэнс. Сабрина и Ник срывают свадьбу, выдавая себя за призраков Дианы и Эдварда. Однако, Блэквуд разоблачает их и выгоняет из академии. Эмброуз пытается убить Блэквуда, но его ловит шабаш и сажает в тюрьму. Блэквуд и Зельда отправляются с останками Антипапы в Ватиканский Некрополь для его захоронения и заодно отпраздновать свой медовый месяц. |            | |                          |                                        |                 |
| 17 | 17         | «Глава семнадцатая: Миссионеры» «Chapter Seventeen: The Missionaries»                                | Роб Шейдэнгланц          | Донна Торланд                          | 5 апреля 2019   |
| В сцене флэшбэка ангельский охотник на ведьм Джератмиэль из «Ордена невинных» пытает Люка Чалфранта, чтобы выяснить местонахождение сообщества ведьм Гриндэйла. В настоящее время, Хильда пытается навестить своего племянника Эмброуза, который заключен в тюрьму в академии. «Жуткие сёстры» пытаются использовать магию, чтобы заставить Эмброуза признаться в убийстве Антипапы, но он отрицает своё причастие к убийству. Сабрина возвращается в «Бакстер Хай», но её встречают с враждебностью ослепшая Роуз и обиженный Харви. Однако, Тео вступается за Сабрину. Джератмиэль и два других охотника на ведьм нападают на Сабрину, Хильду, Ника Скрэтча и Дориана Грэя, но ведьмы и колдуны переживают нападение. Иерафим и выживший охотник на ведьм Мехитабль вторгаются в «Академию незримых искусств», захватывая в плен «Жутких сестёр» и студентов, при этом серьёзно раня Эмброуза. В то время как Хильда, Ник и Харви идут спасать Эмброуза, Сабрина противостоит «ангелам». Миссионеры убивают Сабрину, но через мгновение её воскрешает Тёмный Повелитель, сжигает «ангелов» и воскрешает ещё двух убитых колдунов, в то время как за всем этим наблюдает испуганный Харви. Спустя некоторое время, Тёмный Повелитель подтверждает свою власть над Лилит, убивая её жениха Адама, и вместо десерта подкладывает его голову на блюдо. Лилит клянётся отомстить за это Сатане. |            | |                          |                                        |                 |
| 18 | 18         | «Глава восемнадцатая: Чудеса Сабрины Спеллман» «Chapter Eighteen: The Miracles Of Sabrina Spellman»  | Антонио Негрет           | Кристиан Хедтке и Линдсей Кэлхун Бринг | 5 апреля 2019   |
| После своего воскрешения и победы над "ангелами", Сабрина исцеляет умирающего Эмброуза. Её вновь обретённые силы вызывают благоговейный трепет и страх в сообществе ведьм в Гриндэйле. Отец Блэквуд, который был назначен временным Антипапой, возвращается со своей женой Зельдой, на которую он наложил заклятие повиновения. Сабрине удается убедить колдунов из «Совета ведьм» отложить казнь Эмброуза до тех пор, пока она не предоставит доказательства причастности отца Блэквуда к убийству Антипапы, с помощью мыши Левиафана. Несмотря на поиск и воскрешение Левиафана, Блэквуд использует очарованную Зельду, чтобы избавиться от мыши с концами. Сабрина и Хильда пробуждают Зельду от заклятия, однако, до этого она успевает избавиться от мыши. Тёмный Повелитель прощает Эмброуза и наказывает отца Блэквуда, который лишен своего временного положения в «Совете ведьм». Сабрина хочет использовать свои новые силы, чтобы воплотить видение своего покойного отца об объединении колдунов и смертных. Однако, планы Сабрины сорваны, когда Харви и Тео обнаруживают фреску в шахтах, на которой изображена Сабрина в образе "Вестника Сатаны". Тем временем, Лилит создает и оживляет соломенную куклу, используя своё ребро. |            | |                          |                                        |                 |
| 19 | 19         | «Глава девятнадцатая: Мандрагора» «Chapter Nineteen: The Mandrake»                                   | Кэвин Салливан           | Джошуа Конкель                         | 5 апреля 2019   |
| Сабрина и её смертные друзья борются с пророчеством о том, что она является предвестником «Конца времён», из-за её сущности — полу-ведьмы Сатаны, полу-смертной Королевы. Под предлогом предотвращения пророчества, "Мисс Уордвелл" убеждает Сабрину создать двойника из мандрагоры, который будет служить сосудом для её смертных сил. Сабрина и Эмброуз создают двойника, но он убегает и похищает смертных друзей Сабрины — Харви, Роуз и Тео, чтобы создать себе "друзей-двойников". Однако, Тео удаётся убить других клонов. Тем временем, отец Блэквуд отлучается от «Церкви ночи», создавая свою собственную женоненавистническую «Церковь Иуды». Блэквуд обнаруживает, что Зельда спрятала его маленькую дочь-близнеца Лютицию и называет рёбенка другим именем — Джудит Блэквуд. Зельда сбегает из тюрьмы, благодаря разочаровавшейся Прудэнс. После того, как "Соломенное пугало" Лилит пытается убить Сабрину, она вместе с Ником противостоят "Мисс Уордвелл" за манипулирование ею. Сабрина убивает своего двойника-мандрагору в пистолетной дуэли. Тем не менее, это всё равно приводит к осуществлению сатанинского пророчества глашатая, что позволяет Сатане вернуться в своей "ангельской" форме на Землю. |            | |                          |                                        |                 |
| 20 | 20         | «Глава двадцатая: Мефисто-вальс» «Chapter Twenty: The Mephisto Waltz»                                | Роб Шейдэнгланц          | Роберто Агирре-Сакаса                  | 5 апреля 2019   |
| Темный Повелитель прибывает в Гриндейл в своём "ангельском" обличии и назначает Сабрину "Королевой Ада", намереваясь осуществить «Конец времён», после коронации Сабрины. Рассерженная, что Люцифер выбрал Сабрину своей королевой, Лилит вступает в сговор со Спеллманами и смертными друзьями Сабрины, чтобы сорвать планы Тёмного Повелителя. Между тем, измученный отец Блэквуд отравляет большую часть шабаша и сбегает со своими близнецами. Прудэнс и Спеллманы спасают нескольких ведьм и колдунов, но другие погибают. После неудачного покушения на Тёмного Повелителя, Ник разработал план, чтобы заманить Тёмного Повелителя в ловушку «Конфигурации Ашерона». Харви, Роуз и Тео используют магические руны, чтобы помешать демоническим ордам Тёмного Повелителя войти в Гриндэйл через "Врата Ада", в туннеле №13. На коронации, Сабрина, её друзья и Лилит выполняют обряд. Однако, Темный Повелитель разрушает «Конфигурацию Ашерона», вынуждая Ника пожертвовать своим телом как сосудом, чтобы заключить в нём Тёмного Повелителя. Прежде, чем вернуться с Тёмным Повелителем в теле Ника в Ад, Лилит назначает себя "Королевой Ада", восстанавливает силы Сабрины и воскрешает настоящую мисс Уордвэлл. В то время, как Зельда реформирует шабаш вокруг поклонения Лилит, Прудэнс и Эмброуз отправляются на поиски отца Блэквуда. Позже, Сабрина и её смертные друзья клянутся вернуть Ника из ада. |            | |                          |                                        |                 |

### Сезон 2 (2020)
| № в сериале | № в сезоне | Название                                                                                   | Режиссёр              | Автор сценария                       | Дата премьеры   |
| Часть 3     |            |                                                                                            |                       |                                      |                 |
| ----------- | ---------- | ------------------------------------------------------------------------------------------ | --------------------- | ------------------------------------ | --------------- |
| 21          | 1          | «Глава двадцать первая: Адское сердце» «Chapter Twenty-One: The Hellbound Heart»           | Роб Шейдэнгланц       | Роберто Агирре-Сакаса                | 24 января 2020  |
| 22          | 2          | «Глава двадцать вторая: Затащи меня в Ад!» «Chapter Twenty-Two: Drag Me To Hell»           | Алекс Пиллай          | Росс Максвэл                         | 24 января 2020  |
| 23          | 3          | «Глава двадцать третья: Тяжела корона» «Chapter Twenty-Three: Heavy Is The Crown»          | Роб Шейдэнгланц       | Оань Ли                              | 24 января 2020  |
| 24          | 4          | «Глава двадцать четвёртая: Заячья луна» «Chapter Twenty-Four: The Hare Moon»               | Вьет Нгуйен           | Донна Торланд                        | 24 января 2020  |
| 25          | 5          | «Глава двадцать пятая: Дьявол внутри» «Chapter Twenty-Five: The Devil Within»              | Роксанн Бэнжамин      | Мэттью Бэрри                         | 24 января 2020  |
| 26          | 6          | «Глава двадцать шестая: Все они — ведьмы» «Chapter Twenty-Six: All Of Them Witches»        | Майкл Гой             | Джошуа Конкел                        | 24 января 2020  |
| 27          | 7          | «Глава двадцать седьмая: Поцелуй Иуды» «Chapter Twenty-Seven: The Judas Kiss»              | Крэйг Уилльям Макнэйл | Линдси Калхун Бринг                  | 24 января 2020  |
| 28          | 8          | «Глава двадцать восьмая: Сабрина — легенда» «Chapter Twenty-Eighth: Sabrina Is Legend»     | Роб Шейдэнгланц       | Роберто Агирре-Сакаса и Дэниэл Кинг  | 24 января 2020  |
| Часть 4     |            |                                                                                            |                       |                                      |                 |
| 29          | 9          | «Глава двадцать девятая: Жуткая тьма» «Chapter Twenty-Nine: The Eldritch Dark»             | Джэфф Вулноу          | Роберто Агирре-Сакаса и Джиджи Свифт | 31 декабря 2020 |
| 30          | 10         | «Глава тридцатая: Незваный» «Chapter Thirty: The Uninvited»                                | Алекс Пиллай          | Кэти Эйвери                          | 31 декабря 2020 |
| 31          | 11         | «Глава тридцать первая: Самый странный» «Chapter Thirty-One: The Weird One»                | Лиза Сопер            | Дженина Кибука                       | 31 декабря 2020 |
| 32          | 12         | «Глава тридцать вторая: Бес искажения» «Chapter Thirty-Two: The Imp Of The Perverse»       | Антонио Негрет        | Кристианна Хедтке                    | 31 декабря 2020 |
| 33          | 13         | «Глава тридцать третья: Бог из машины» «Chapter Thirty-Three: Deus Ex Machina»             | Аманда Тэппинг        | Элеонора Джин                        | 31 декабря 2020 |
| 34          | 14         | «Глава тридцать четвёртая: Вернувшиеся» «Chapter Thirty-Four: The Returned»                | Катриона Маккензи     | Оань Ли и Росс Максвэл               | 31 декабря 2020 |
| 35          | 15         | «Глава тридцать пятая: Бесконечность» «Chapter Thirty-Five: The Endless»                   | Кэвин Салливан        | Донна Торланд и Мэтью Бэрри          | 31 декабря 2020 |
| 36          | 16         | «Глава тридцать шестая: В горах безумия» «Chapter Thirty-Six: At The Mountains Of Madness» | Роб Шейдэнгланц       | Роберто Агирре-Сакаса                | 31 декабря 2020 |

## Производство

### Разработка
В сентябре 2017 года стало известно, что сериал на основе комиксов Archie Comics «Сабрина — маленькая ведьма» разрабатывается Warner Bros. Television для телеканала The CW. Режиссёром пилотного эпизода был назначен Ли Толанд Кригер, а сценаристом — Роберто Агирре-Сакаса. Они стали исполнительными продюсерами наряду с Грегом Берланти, Сарой Шехтер и Джоном Голдуотером. В декабре 2017 года проект переехал на Netflix, который заказал сразу два сезона по 10 эпизодов каждый. Кроссовер с другой экранизацией Archie Comics «Ривердейл» телеканала The CW не планируется.
Позже стало известно, что два сезона слились в один, разделённый на две части. Первая часть вышла 26 октября 2018 года.

### Кастинг
В январе 2018 года стало известно, что Кирнан Шипка получила ведущую роль Сабрины Спеллман. В феврале 2018 года Джаз Синклер получила роль Розалинд Уолкер, Мишель Гомес получила роль Мэри Уордвелл / Мадам Сатаны, Чанс Пердомо — роль Эмброуза Спеллмана, Люси Дэвис и Миранда Отто получили роли Хильды и Зельды Спеллман соответственно, а Ричард Койл — роль отца Блэквуда. В том же месяце было подтверждено, что кот Салем будет присутствовать в сериале. В марте 2018 года стало известно, что Росс Линч получил роль Харви Кинкла, а Тати Габриэлль — роль Пруденс Найт.

## Реакция
На сайте-агрегаторе Rotten Tomatoes сериал имеет рейтинг 90 % со средним рейтингом 7,7/10 на основе 78 обзоров. На сайте Metacritic набралось 74 баллов из 100 на основе 28 отзывов, что соответствует статусу «в целом положительные отзывы».
Алисия Лютес из IGN дала сериалу 9,2/10. Она сказала, что сериал «сияет своими восхитительно тёмными сюжетными линиями, своим непочтительным и, временами, антагонистическим юмором». Дэйв Неметц из TVLine дал сериалу оценку «B+». Миган Наварро из Bloody Disgusting заявил, что сериал «весело и бойко шагает дальше».
Даниэль Фиенберг из The Hollywood Reporter высоко оценил работу актрисы Кирнан Шипки, написав, что она «отлично дополняет один из самых привлекательных элементов шоу, а именно его размытый подход к современности». Крис Хейнер из Gamespot похвалил сериал, выделив игру актёров. Констанция Грейди из Vox также похвалила сериал, особенно за его кинематографию, заявив, что «результат великолепный».
Сериал «Леденящие душу приключения Сабрины» вошёл в рейтинг лучших сериалов 2018 года, опубликованный редакцией сайта «Кинопоиск». 